# Route nationale 8a (Madagaskar)
Route nationale 8a – droga krajowa na Madagaskarze. W całości położona na terenie regionu Melaky.

## Przebieg
Droga zaczyna się w Mainitrano, nad wybrzeżem Kanału Mozambickiego, skąd biegnie najpierw na wschód, a potem na południe. Przebiega przez miejscowości: Betanantanana, Behoraka, Bemonto i Tsianaloka, po czym kończy bieg w Antsalova